# Copa iraquiana de futbol
La Copa iraquiana de futbol (àrab: كأس العراق) és la màxima competició futbolística per eliminatòries de l'Iraq.

## Història
La Federació de Futbol de l'Iraq es va fundar el 8 d'octubre de 1948 i la primera competició que organitzà fou una competició nacional per eliminatòries anomenada Copa de l'Associació de Futbol. Es disputà entre l'1 de gener de 1949 i el 7 d'abril del mateix any i fou guanyada pel Sharikat Naft Al-Basra. Durant els següents 26 anys es disputaren diversos campionats de copa, sempre a nivell regional, fins que el 1975 es retornà a la competició nacional.

## Historial
Font:
| Temporada | Campió                       | Resultat                     | Finalista                         |
| --------- | ---------------------------- | ---------------------------- | --------------------------------- |
| 1948-49   | Sharikat Naft Al-Basra       | 2-1                          | Al-Kuliya Al-Askariya Al-Malikiya |
| 1949-1975 | No es disputà                | No es disputà                | No es disputà                     |
| 1975-76   | Al-Zawraa                    | 5-0                          | Al-Baladiyat                      |
| 1976-77   | No es disputà                | No es disputà                | No es disputà                     |
| 1977-78   | Al-Tayaran                   | 1-1 (pr.) (5-3 pen)          | Al-Shorta                         |
| 1978-79   | Al-Zawraa                    | 3-1                          | Al-Jaish                          |
| 1979-80   | Al-Jaish                     | 1-1 (pr.) (4-2 pen)          | Al-Talaba                         |
| 1980-81   | Al-Zawraa                    | 1-0                          | Al-Talaba                         |
| 1981-82   | Al-Zawraa                    | 2-1                          | Al-Talaba                         |
| 1982-83   | Al-Jaish                     | 2-1                          | Al-Shabab                         |
| 1983-84   | Al-Sinaa                     | 0-0 (pr.) (5-4 pen)          | Al-Shabab                         |
| 1984-85   | Abandonat a semifinals       | Abandonat a semifinals       | Abandonat a semifinals            |
| 1985-86   | No es disputà                | No es disputà                | No es disputà                     |
| 1986-87   | Al-Rasheed                   | 1-1 (pr.) (4-3 pen)          | Al-Jaish                          |
| 1987-88   | Al-Rasheed                   | 0-0 (pr.) (4-3 pen)          | Al-Zawraa                         |
| 1988-89   | Al-Zawraa                    | 3-0                          | Al-Tayaran                        |
| 1989-90   | Al-Zawraa                    | 0-0 (pr.) (2-1 pen)          | Al-Shabab                         |
| 1990-91   | Al-Zawraa                    | 1-1 (pr.) (4-3 pen)          | Al-Jaish                          |
| 1991-92   | Al-Quwa Al-Jawiya            | 2-1                          | Al-Khutoot                        |
| 1992-93   | Al-Zawraa                    | 2-1                          | Al-Talaba                         |
| 1993-94   | Al-Zawraa                    | 1-0                          | Al-Talaba                         |
| 1994-95   | Al-Zawraa                    | 3-0                          | Al-Jaish                          |
| 1995-96   | Al-Zawraa                    | 2-1                          | Al-Shorta                         |
| 1996-97   | Al-Quwa Al-Jawiya            | 1-1 (pr.) (7-6 pen)          | Al-Shorta                         |
| 1997-98   | Al-Zawraa                    | 1-1 (pr.) (4-3 pen)          | Al-Quwa Al-Jawiya                 |
| 1998-99   | Al-Zawraa                    | 1-0 (gol d'or)               | Al-Talaba                         |
| 1999-00   | Al-Zawraa                    | 0-0 (pr.) (4-3 pen)          | Al-Quwa Al-Jawiya                 |
| 2000-01   | No es disputà                | No es disputà                | No es disputà                     |
| 2001-02   | Al-Talaba                    | 1-0                          | Al-Shorta                         |
| 2002-03   | Al-Talaba                    | 1-0                          | Al-Shorta                         |
| 2003-2012 | No es disputà                | No es disputà                | No es disputà                     |
| 2012-13   | Abandonat a setzens de final | Abandonat a setzens de final | Abandonat a setzens de final      |
| 2013-2015 | No es disputà                | No es disputà                | No es disputà                     |
| 2015-16   | Al-Quwa Al-Jawiya            | 2-0                          | Al-Zawraa                         |
| 2016-17   | Al-Zawraa                    | 1-0                          | Naft Al-Wasat                     |
| 2017-18   | No es disputà                | No es disputà                | No es disputà                     |
| 2018-19   | Al-Zawraa                    | 1-0                          | Al-Kahrabaa                       |
| 2019-20   | Abandonat a setzens de final | Abandonat a setzens de final | Abandonat a setzens de final      |
| 2020-21   | Al-Quwa Al-Jawiya            | 0-0 (4-2 pen)                | Al-Zawraa                         |